# ホルスの好奇心
ホルスの好奇心（ホルスのこうきしん）は、2009年10月13日（12日深夜）からフジテレビの登龍門枠で放送されていたバラエティ番組。2010年3月16日（15日深夜）放送終了。ホルスとはエジプト語で真実を見抜くという意味である。

## 番組概要
石塚英彦扮するズッカが案内人となり、ホルスの館で様々な科学実験を行いそれを解明する科学バラエティ。つぼかめ（声はフットボールアワーの後藤輝基が担当）が進行役として説明を行なう。

## スタッフ
- 企画：熊谷剛（フジテレビ）
- 構成：田中到
- 技術：テクノマックス
- 美術：フジアール
- CG：キャニットJena Kim
- キャラクター：かみちうきか
- イラスト：松田深果
- 編集：CCファクトリー
- 音効：藤原大介（佳夢音）
- TK：長坂真由美、矢島由紀子
- 取材：中野奈津希、福島成駿、石上博紹
- 演出：宮本忠弥、富田一伸
- プロデューサー：大沢克文、小嶋弘之、小林昌生
- 制作：CNインターボイス
- 制作著作：フジテレビ

## ネット局
| 放送対象地域 | 放送局           | 系列           | 放送日時                     | 備考       |
| ------------ | ---------------- | -------------- | ---------------------------- | ---------- |
| 関東広域圏   | フジテレビ       | フジテレビ系列 | 火曜 0:45 - 1:10（月曜深夜） | 制作局     |
| 宮城県       | 仙台放送         | フジテレビ系列 | 火曜 0:45 - 1:10（月曜深夜） | 同時ネット |
| 山形県       | さくらんぼテレビ | フジテレビ系列 | 火曜 0:50 - 1:15（月曜深夜） |            |
| 新潟県       | 新潟総合テレビ   | フジテレビ系列 | 木曜 0:35 - 1:00（水曜深夜） |            |
| 長野県       | 長野放送         | フジテレビ系列 | 火曜 0:35 - 1:00（月曜深夜） |            |
| 中京広域圏   | 東海テレビ       | フジテレビ系列 | 金曜 1:37 - 2:05（木曜深夜） |            |
| 近畿広域圏   | 関西テレビ       | フジテレビ系列 | 金曜 1:05 - 1:30（木曜深夜） |            |
| 広島県       | テレビ新広島     | フジテレビ系列 | 火曜 0:50 - 1:15（月曜深夜） |            |
| 福岡県       | テレビ西日本     | フジテレビ系列 | 金曜 0:35 - 1:00（木曜深夜） |            |
| 佐賀県       | サガテレビ       | フジテレビ系列 | 火曜 0:50 - 1:15（月曜深夜） |            |
| 長崎県       | テレビ長崎       | フジテレビ系列 | 水曜 1:15 - 1:40（火曜深夜） |            |
| 熊本県       | テレビ熊本       | フジテレビ系列 | 金曜 0:35 - 1:00（木曜深夜） |            |